# NorthStar Horizon
NorthStar Horizon va ser un sistema de computació de 8 bits basat en el microprocessador ZiLOG Z80A introduït el 1979 i produït per North Star Computers. Capaç d'executar CP/M i NSDOS (el Sistema operatiu de disc propietari de NorthStar), un sistema estendard NorthStar l'estàndard suportava una o dues unitats de disquet hard-sectors i una interfície serial en la qual es podia connectar un terminal per a interaccionar amb ell. El NSDOS incorporava el NorthStar BASIC, un dialecte de BASIC lleugerament no estandarditzat, on alguns comandaments estàndard del BASIC d'aquests dies havien estat canviats, probablement per evitar potencials qüestions legals. Dos exemples d'això van ser les ordres "FILL" i "EXAM", que van prendre el lloc de les més tradicionals sentències "POKE" i "PEEK". Reemplaçat pel NorthStar Advantage el 1983, el NorthStar Horizon va trobar un nínxol en els ambients de la universitat on el seu bus S-100 incorporat es podia usar per connectar-lo a una varietat de sistemes de control.